# 陽城 (唐朝)

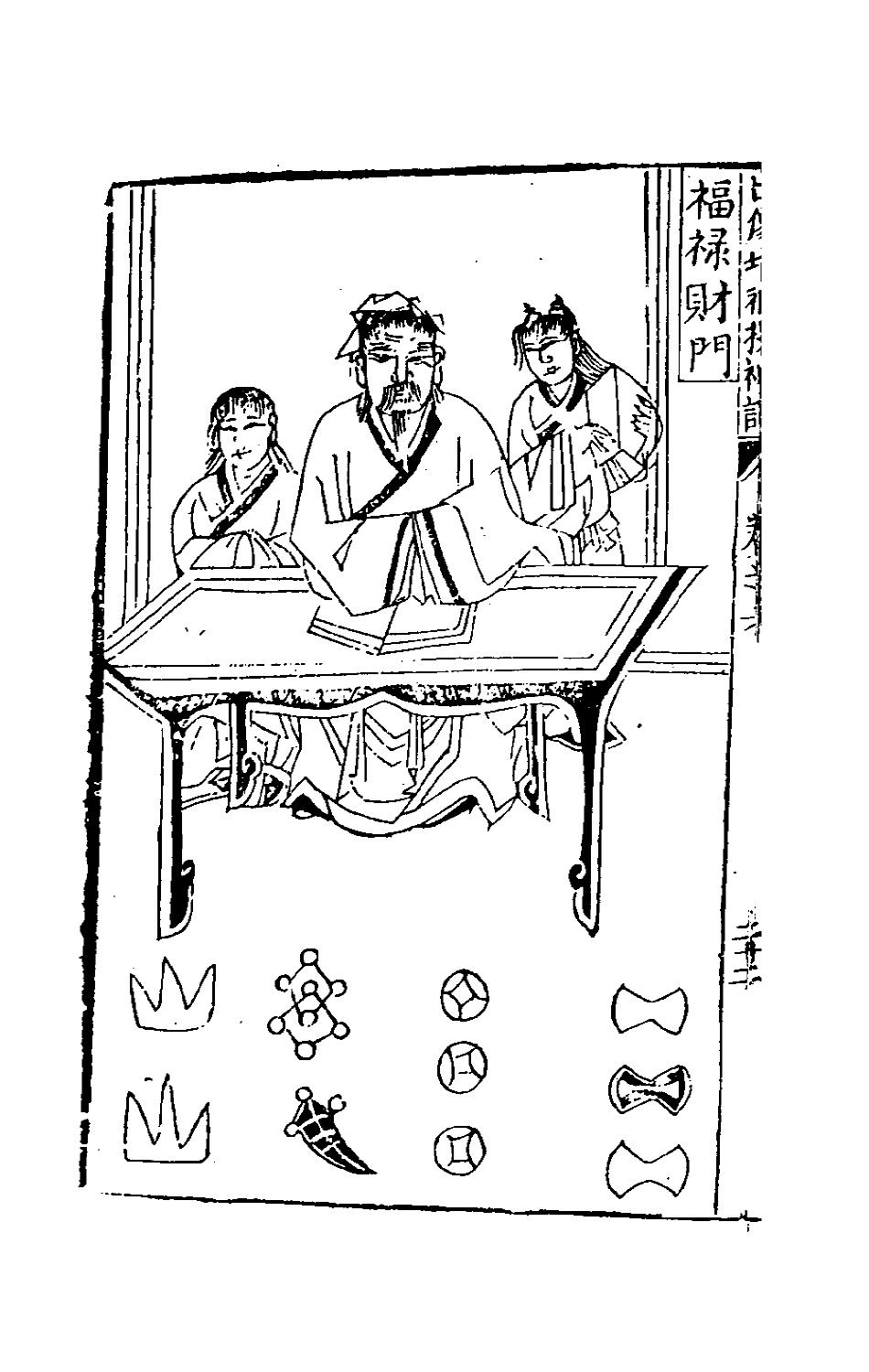
陽城

陽城（736年—805年），字亢宗，出自北平陽氏，唐代陝州夏縣（今山西省运城市夏县）人，曾任諫議大夫、道州（今湖南道縣西）刺史。

## 簡介
先世出自北平郡無終縣（今天津市蓟州区），遷徙到陝州夏縣（今山西省运城市夏县），家貧不能學，擔任集賢院寫書吏，偷偷閱讀官書，發憤苦讀而成大儒，建中四年（783年）進士及第，隱居於中條山，得到陝虢觀察使李泌的器重。
李泌任宰相，拜陽城為諫議大夫，遇事不肯多言。韓愈作《諍臣論》譏諷他，“有官守者，不得其職則去，有言責者，不得其言則去”。但後來他諫力阻裴延齡為相，因裴延齡曾誣陷陸贄，張滂、李充等人。
貞元十五年九月，任道州（今湖南南部道州）刺史，“治民如治家，稅賦不能如額”。州上長官打考績時，陽城自署“撫字心勞，追科政拙，考下下”。道州多侏儒，且大多被迫入宮為宦官，陽城任刺史時，冒死上書，請求免此苛政。後白居易亦將此事寫進詩中，因而流傳，將陽城當作救災之神供奉，尊之為陽公福神。唐順宗即位，召還陽城，當時陽城已卒，得年七十。